# 気仙沼港インターチェンジ
気仙沼港インターチェンジ（けせんぬまこうインターチェンジ）は、宮城県気仙沼市松崎北沢にある三陸沿岸道路（気仙沼道路）のインターチェンジ (IC) である。仙台方面出入口のみのハーフICで、大川の南に位置する。

## 道路
- E45 三陸沿岸道路（気仙沼道路・25番）

## 歴史
- 2020年（令和2年）
  - 2月4日：IC名称が「気仙沼港IC」で正式決定[1]。
  - 2月24日：気仙沼中央IC - 気仙沼港IC間の開通に伴い、供用開始[1]。
- 2021年（令和3年）3月6日：気仙沼港IC - 唐桑半島IC間開通[2]。

## 周辺
- JR東日本気仙沼線BRT 赤岩港駅
- 気仙沼漁港

## 隣
E45 三陸沿岸道路（気仙沼道路）
(24) 気仙沼中央IC - (25) 気仙沼港IC - (26) 浦島大島IC